# Pseudopsyllo scutigera
Genre
Espèce
Pseudopsyllo scutigera, unique représentant du genre Pseudopsyllo, est une espèce d'araignées aranéomorphes de la famille des Araneidae.

## Distribution
Cette espèce est endémique du Cameroun.

## Description
Le mâle holotype mesure 5 mm.

## Publication originale
- Strand, 1916 : Über einige Arachniden aus Buea in Kamerun. Schaftliche Ergebnisse der Deutschen Zentral Afrika Expedition 1907-1908, unter Fuhrung Adolg Friedrichs, Herzogs zu Mecklenberg. Archiv für Naturgeschichte, sér. A, vol. 81, no 11, p. 139-149 (texte intégral).